# 大発動艇
大発動艇（だいはつどうてい）は、1920年代中期から1930年代初期にかけて開発・採用された大日本帝国陸軍の上陸用舟艇。通称は大発（だいはつ）。また、陸軍と同型の大発を相当数運用した海軍においては、十四米特型運貨船（じゅうよんメートルとくがたうんかせん）の名称が使用されている。

## 概要

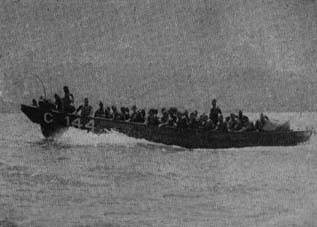
多数の兵員が乗艇し航走中の大発（D型）

第一次世界大戦まで、上陸戦において兵員装備の揚陸にはカッターボートや艀が使用されていたが、これらは機動力や防御力に欠けていた。第一次大戦におけるガリポリ上陸作戦でこの点が懸念され、イギリス軍で世界初の近代的な上陸用舟艇であるXライターが開発された。これは装甲付きの自走艀で、揚陸作業時には艇首から道板を繰り出せるようになっており、実用的で使用実績が良好であった事から各国に近代的上陸用舟艇の価値を認識させた。
第一次大戦終戦まもない1920年代の日本においても、ガリポリ上陸作戦の戦訓および、島国であるその地理的条件、在フィリピンのアメリカ軍（極東陸軍）を仮想敵国とする大正12年帝国国防方針によって、帝国陸軍は列強各国以上に上陸戦に対して関心が特に高かった。その為、軍隊や物資の輸送を担当する陸軍運輸部が中心となり、上陸用舟艇の開発が進められることとなった。
当初は従来使用していた艀の機走化を目指したが演習での使用実績は芳しくなく、新規に兵員専用の小発動艇（小発）および汎用の大発動艇（大発）の開発に移行した。開発が始まった1924年（大正13年）に示された訓令では、大発には主に以下のような性能が要求されている。
- 武装兵約60名の搭載
- 重量は6t程度
- 8kt以上の速力を発揮可能

運輸部ではこの要求に対し、まず小発を大型化したA型を開発、次いでこれに改良を加えてB型以降（C型・D型）の量産艇を設計した。
- A型 - 1925年（大正14年）開発。制式採用され少数生産。並行開発された小発を大型化したような通常船首型。
- B型 - 1930年（昭和5年）頃生産開始。大発の特徴である船首前面の歩板を採用。
- C型 - 1930年初期生産開始。耐波性と海岸達着時の安定性を高めるため、船首部の船底肋材を2本とする改良を加える。
- D型 - 1932年（昭和7年）開発。八九式中戦車を積載可能なように改良。実質的な完成形。

B型以降の艇では、艇首が地面に向かって二段階に倒れるように開き、これを道板（歩板、ランプ）として使用するようになっており、揚陸作業の効率化が図られている。この歩板兼用の艇首は後の各国の上陸用舟艇に見られる設計であるが、当時としては非常に画期的なものであった。そのため日本軍は大発を重要な軍事機密として扱い、検閲により報道用写真への使用が禁じられていた。しかし、日中戦争に実戦投入した際、アメリカ軍により写真撮影されてしまっており、第二次世界大戦におけるアメリカ軍主力上陸用舟艇であるLCVP（ヒギンズ・ボート）の開発にも影響を与え、1941年以降の設計に反映された。
海岸に安定して着底するとともに、容易に離岸できるよう、船首の船底はW字状に、その後ろの船底は平面に成形されている。また船体後部には小型の錨と巻き上げ機（揚錨機）が装備されている。これは着岸の直前に錨を投げ込んで海底に固着させておき、離岸の際に巻き上げ機を操作すれば錨を引っ張る反力で船体を後退させることができ、迅速に離岸できるようにした機構であった。
完成形であるD型は主力型として、第二次大戦敗戦に至るまで数千隻を量産、陸軍のみならず海軍においては十四米特型運貨船（特型運貨船）として小発（十米特型運貨船）ともども採用され、大々的に運用された。D型は量産期間が極めて長いため一部に小改良や簡易化がなされており、また臨時に武装を施したものや（武装大発）、発展型として更に大型化したものなど多数の派生型が開発・生産されている（派生型）。
搭載機関は6気筒水冷60馬力ディーゼルエンジンが主力であるが、初期にはガソリンエンジン搭載艇もあった。なお、十四米特型運貨船（海軍使用艇）には主機を灯油を燃料とする石油エンジンとしたものもある。この石油エンジンは海軍が内火艇等で使用していたものと同等のものである。
大発やその発展形である特大発動艇を船から降ろす際は、基本的には輸送船に搭載されているデリックでまず大発のみを海上に降ろしてから、人員や弾薬、あるいは戦車などといった積み荷を積み込むという手法をとることが多かった。
しかしこのような手法では時間がかかり、敵に迎撃の猶予を与えてしまうため、二等輸送艦などの輸送艦や特殊船がのちに開発されている。

### 特殊船

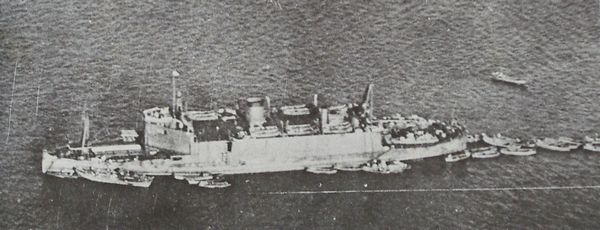
特殊船「神州丸」の船尾ハッチより続々と発進中の大発。中央甲板上には多数の小発を、後部甲板上には装甲艇を搭載している（1938年、日中戦争）

さらに帝国陸軍においては、大発等多数の上陸用舟艇を迅速かつ安全に発進させることの出来、先進的な揚陸艦（上陸用舟艇母船）を1930年代初期に開発。1934年（昭和9年）に進水した「神州丸」と、その発展型である1941年（昭和16年）進水の「あきつ丸」は舟艇格納庫内に約30隻の大発を搭載可能であり、その舟艇運用能力の高さから数々の実戦や輸送任務で活躍した。なお、「神州丸」はカタパルトを、「あきつ丸」は全通飛行甲板を用いた航空機運用能力を有しており、上陸部隊の支援攻撃を意図したこの能力から両船は強襲揚陸艦の先駆的存在でもあった。
また、大発等の上陸用舟艇とは別に、より航洋性に優れ重量物の揚陸に適したビーチング方式の戦車揚陸艦（アメリカ軍のLST）相当の揚陸艇も1930年代後半より開発されており、これは機動艇（SS艇）として実用化されている。
陸軍が本格的な上陸用舟艇や揚陸艦艇を開発・保有した背景について、当時の海軍は戦闘艦の整備に傾注し、揚陸艦といった支援・補助艦艇の開発には極めて消極的で、近代戦において進化する上陸戦のみならず遠隔地への軍隊輸送・海上護衛（船団護衛）に対して理解が無く、揚陸艦のみならず上陸用舟艇・上陸支援艇の開発・保有は必然的に陸軍が行う必要があった事に留意しなければならない。また、陸軍が海軍とは別に揚陸や輸送を目的とする独自の船舶部隊（陸軍船舶部隊）を保有する事は、日本陸軍だけでなく同時期のアメリカ陸軍でも大々的に行われていた行為である。

## 実戦

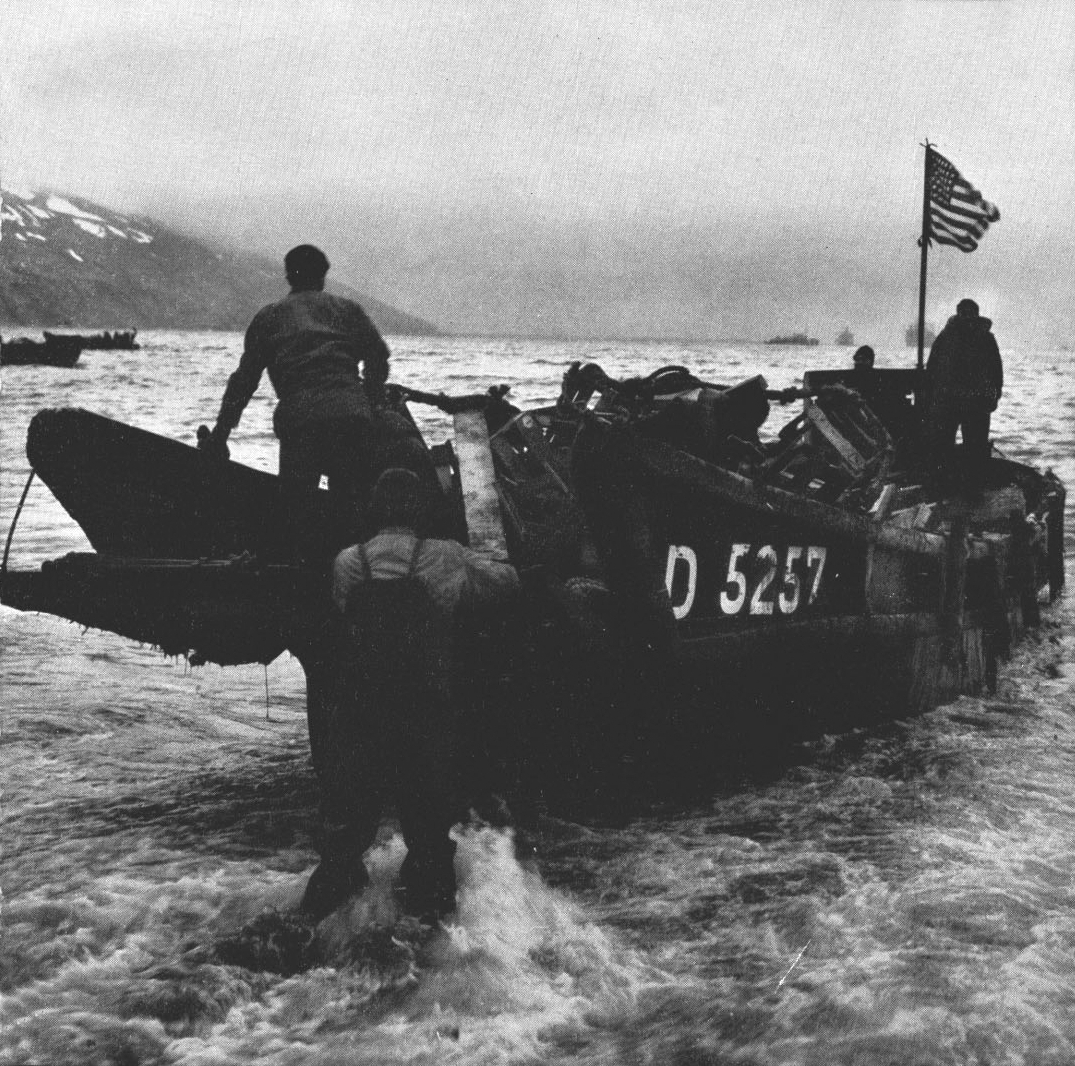
アリューシャン戦線アッツ島の戦いにおいて、鹵獲した大発を使用するアメリカ軍

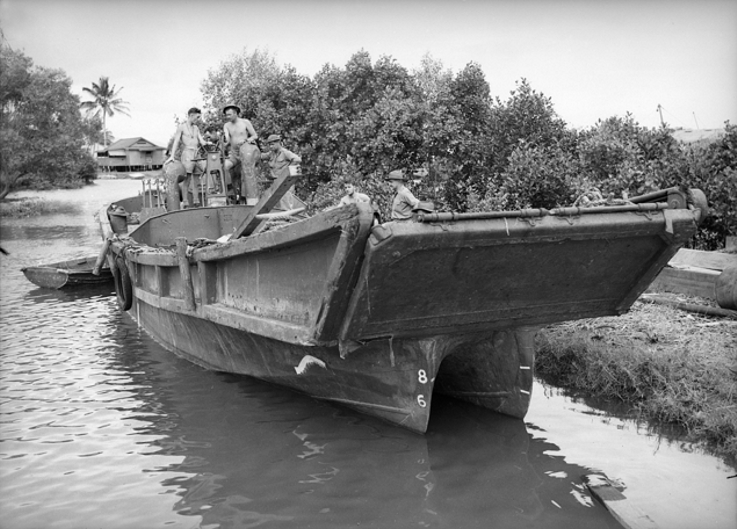
ニューギニア戦線ラビの戦いにおいてオーストラリア軍に鹵獲された大発。W字形状の船首船底や、引き上げられた二段式歩み板、フレームで補強された船体が明瞭に写っている。他方で操舵手用の防盾は外されている。

制式採用された大発および小発は各演習および、実戦においてその威力を発揮し活躍した。1932年（昭和7年）の第一次上海事変では、大発等を用いて上海派遣軍の第11師団を中国国民革命軍第19路軍の背後に上陸させる七了口上陸作戦を成功させ、これにより第19路軍は撤退し日中停戦の決定打となった。
戦間期は上陸戦を意識した陸海軍合同演習において、帝国陸軍船舶部隊は上述の特殊船「神州丸」等と共に錬成を行い、日中戦争では大発と「神州丸」、各軍隊輸送船をもって太沽・杭州湾・バイアス湾・海南島等における各上陸作戦を成功させた。一例として、杭州湾上陸作戦では大発81隻・小発94隻・装甲艇3隻・高速艇甲4隻・高速艇乙10隻と相当数の船舶が投入されている。太平洋戦争（大東亜戦争）においても、上陸作戦が相次いだ緒戦の南方作戦において大発や「神州丸」・「あきつ丸」は活躍し、日本軍勢力圏拡大に大いに貢献した。
大発はこれら大規模な上陸作戦のみならず、将兵や物資等の一般的な揚陸任務にも威力を発揮し、またその汎用性の高さから輸送・連絡・哨戒・偵察等にも盛んに用いられた。連合軍による輸送船団攻撃によって軍隊輸送や補給に苦心したガダルカナル島の戦いでは、大発を主力とする輸送船団が臨時編成され島伝いに移動する「舟艇機動」がなされ、以降ニューギニアの戦い・フィリピン防衛戦等でも行われた（「蟻輸送」）。また、海軍では揚陸・輸送任務の他にも、装載艇（艦載艇）・補助駆潜艇・補助掃海艇としても使用していた。
北方であるアリューシャン方面の戦いにおいても大発は活躍、「奇跡の作戦」と謳われたキスカ島撤退作戦では約5,200名の同島守備隊将兵を大発のピストン輸送により、わずか55分という短時間で迅速に収容し作戦は成功している。ペリリューの戦いではパラオ本島（バベルダオブ島）から激戦中のペリリュー島への増援として、大発等を用い1個大隊（歩兵第15連隊第2大隊）の「逆上陸」を敢行。海上機動第1旅団輸送隊によって輸送・揚陸が行われ、アメリカ軍が制海権・制空権を持つ状況下で半数近い損害を出すも、大隊長以下第2大隊は同島へ逆上陸した。
1944年（昭和19年）5月10日に公開された『日本ニュース 第206号』「緬印戦線」では、ビルマ戦線にてベンガル湾に繋がるカラダン川を遡り、前線への補給任務を行う陸軍舟艇隊と船舶兵が取材されている。本映像で舟艇隊は装甲艇以下複数の大発・小発からなり、両岸はジャングルのため草木を擬装として船体に付し、敵機（スピットファイア）飛来時には煙幕を展開し回避行動・高射姿勢の九二式重機関銃や鹵獲高射機関銃等にて対空戦闘を行う姿が映されている。
戦後、日本軍および連合軍が放出（ないし流出）した一部の大発が民間において使用されている。

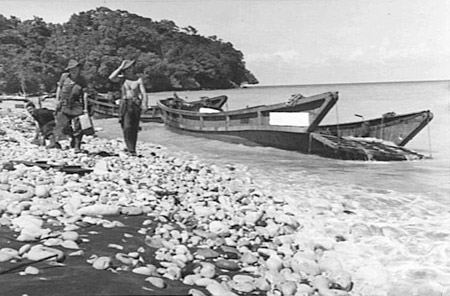
ニューギニア戦線において遺棄された大発
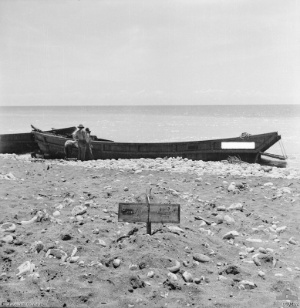
同左
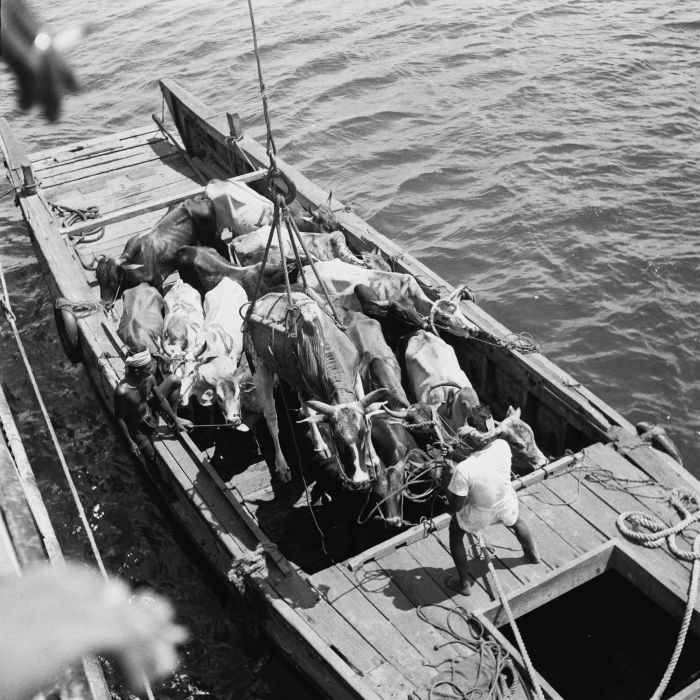
1948年、インドネシアにおいて民間にて使用される大発
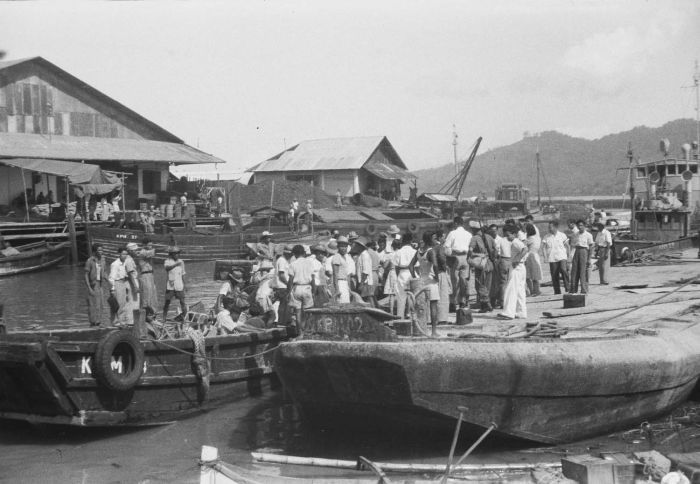
同左

### 現存する遺構
大発動艇の残骸や格納施設は日本国外でも見られる。例えば、パプアニューギニア・ラバウルにはコンクリート製トンネル内に5隻の大発が格納されたまま残る「大発格納トンネル」が現存し、戦跡として保存・公開されている。

## 派生型

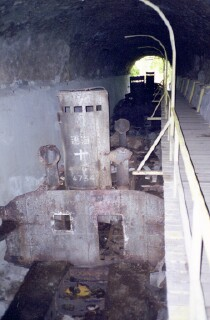
ラバウルに配備されていた大発

- 組立式大発 - 輸送の便のため分解状態のまま輸送し、現地で完成させる方式をとったもの。
- 折畳式大発 - 携帯を考慮し折り畳み式としたもの。合板と防水布製で、試作艇は自動車用エンジンを流用。
- 木造大発 - D型を原型に、鋼材節約のため船体を木製に変更したもの。D型とも若干寸法が異なる。通称は木大発。
- 合板製大発 - 同上。
- 特大発動艇 - 1938年（昭和13年）開発。八九式中戦車より大型の九七式中戦車に対応した拡大型。通称は特大発。
  - 全長18.5m、自重17[9]-17.5ｔ[10]、積載重量16.5ｔ、満載重量34.0t。機関は大発動艇と同型の60馬力ディーゼルエンジンを2基搭載し、2軸推進とした[11]。一定数が生産され運用されている。
- 超大発動艇 - 1941年（昭和16年）開発。将来の新鋭戦車に対応するためにさらに大型化されたもの。通称は超大発。生産数は極少。
- 大型発動艇（試製大型発動艇） - 1945年（昭和20年）開発。海上機動用に試作された小型の戦車揚陸艦に相当する拡大型[注釈 2]であり、新鋭主力中戦車となるべき四式中戦車 チト（チト車）等約30tの重量物を積載可能であった。開発は木村補給監部の技術指導のもとで計画され、1945年（昭和20年）に門司の村田製作所で1隻が建造された[13]。同年3月3日から7日にかけて、九五式軽戦車と九七式中戦車を各1両ずつ搭載した運行試験を門司で行い、満載状態での速力、運動性能、搭載・揚陸能力などが確認された。試験結果は概ね良好とされ、木村補給監部では若干の改良を加えた2号艇の試作を計画していたほか、第一軍需工廠では輸送潜水艦に搭載するための更なる小型化艇も計画されていたが、いずれも実現しなかった[13]。
- 十三米特型運貨船 - 海軍で使用された派生型で、十四米特型運貨船（通常の大発）を小型化したもの。通称は中発。
  - 装載艇として航空母艦「翔鶴」が2隻、第一号型輸送艦が（十四米特型運貨船2隻ないし4隻とともに）1隻を搭載。
- 武装大発

### 武装大発
日中戦争での河川域における戦闘や、太平洋戦争での南太平洋を中心とした島嶼部における戦闘では、多数の小型武装艇が必要とされたため、大発の一部は臨時に武装を施され、補助砲艇として運用された。典型的な武装としては、船首に限定射界の仮設砲座を設けて四一式山砲や九四式三十七粍砲を搭載し、中央部・後部に機関銃を搭載したもの、中央部に甲板室を仮設しその上に銃座を設けたもの等があった。
1941年（昭和16年）3月には、沿岸の敵陣地の制圧を目する応用砲艇として、小型汽艇および特大発動艇に主力野戦重砲である強力な九六式十五糎榴弾砲を搭載し射撃する研究がされている。特大発動艇には底板を補強する事で容易に搭載可能かつ、射撃も平穏な海上ではおおむね実用に適し、（甲板上の余積が少なく船首前身方向に射撃出来ない汽艇と異なり）前進方向に射撃可能であることから汽艇搭載に比して特大発搭載が有利と認められている。なお、この搭載・射撃試験時の写真は数枚現存している。
武装大発は対陸上戦や上陸部隊の支援攻撃には有効であったが、その武装は対舟艇用としてはあくまで自衛の域を出ないものであり、アメリカ軍の高速重武装な哨戒魚雷艇であるPTボートとの戦闘では、機動力が低く武装も射撃範囲が狭いなどの限界があり苦戦することが多かった。帝国陸軍は小型の戦闘艇（戦闘用舟艇）として、大発の開発と平行して1920年代後期に（上陸時の舟艇護衛・支援攻撃を目的とした）本格的な砲艇である装甲艇（AB艇）を、また上陸時の偵察を目的とした高速偵察艇として高速艇甲(HB-K)を開発・運用していたが、装甲艇は重武装ながら低速力であり、高速艇甲は日本軍艦船最速を誇る高速性を持っていたが弱武装であった。そのため、舟艇護衛のための高速小型哨戒駆潜艇であった高速艇丙を元に、対魚雷艇・対潜水艦用の重武装かつ高速な駆逐艇（カロ艇）が開発・生産される事になった。
海軍は、太平洋戦争末期の拠点防衛用に、魚雷を装備させて補助魚雷艇とした「雷装大発」を投入した。窮余の策であり、戦果を挙げることも生還も困難であったと思われる。フィリピンのルソン島やミンダナオ島で配備記録がある。

### 試製大型発動艇

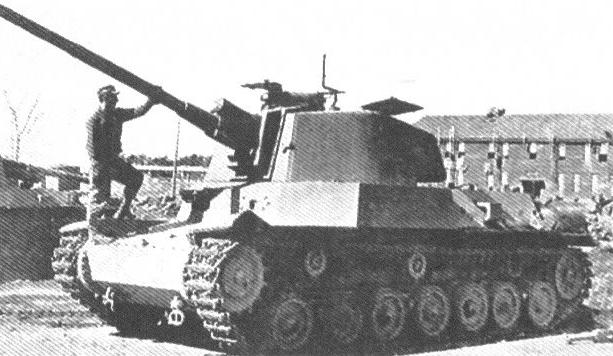
チト車

海上機動用に試作された小型の戦車揚陸艦に相当する拡大型であり、新鋭主力中戦車となるべき四式中戦車 チト（チト車）等約30tの重量物を積載可能。1945年3月に九五式軽戦車と九七式中戦車を1両ずつ搭載した運行試験を行った。
以下は『試製大型発動艇試験計画』および『設計/大型発動艇　一般配置図』における諸元。
- 全長25.0m、最大幅4.0m、深さ2.0m、排水量（満載状態）62.270t
- 最大速力（満載状態）9.65kt、常用速力（満載状態）8.9kt、出力300hp、航続時間2日間
- 兵装：四式基筒双連二十粍高射機関砲2基、四式三十七粍舟艇砲1門
- 搭載量：チト車（29.5t）、又は武装兵約120名、又は馬匹15頭

## 登場作品
『はだしのゲン』
原爆投下直後のシーンに登場。原爆投下で発生した大量の死体を似島に移送する。
『艦隊これくしょん -艦これ-』
艦娘の装備として登場。通常の「大発動艇」「特大発動艇」のほか、「武装大発」や、地上部隊を積載した「大発動艇(八九式中戦車＆陸戦隊)」「特大発動艇+戦車第11連隊」「特大発動艇＋一式砲戦車」「大発動艇(II号戦車/北アフリカ仕様)」「特大発動艇＋III号戦車(北アフリカ仕様)」などが存在する。